# Champagnerbrunnen (Bad Soden)

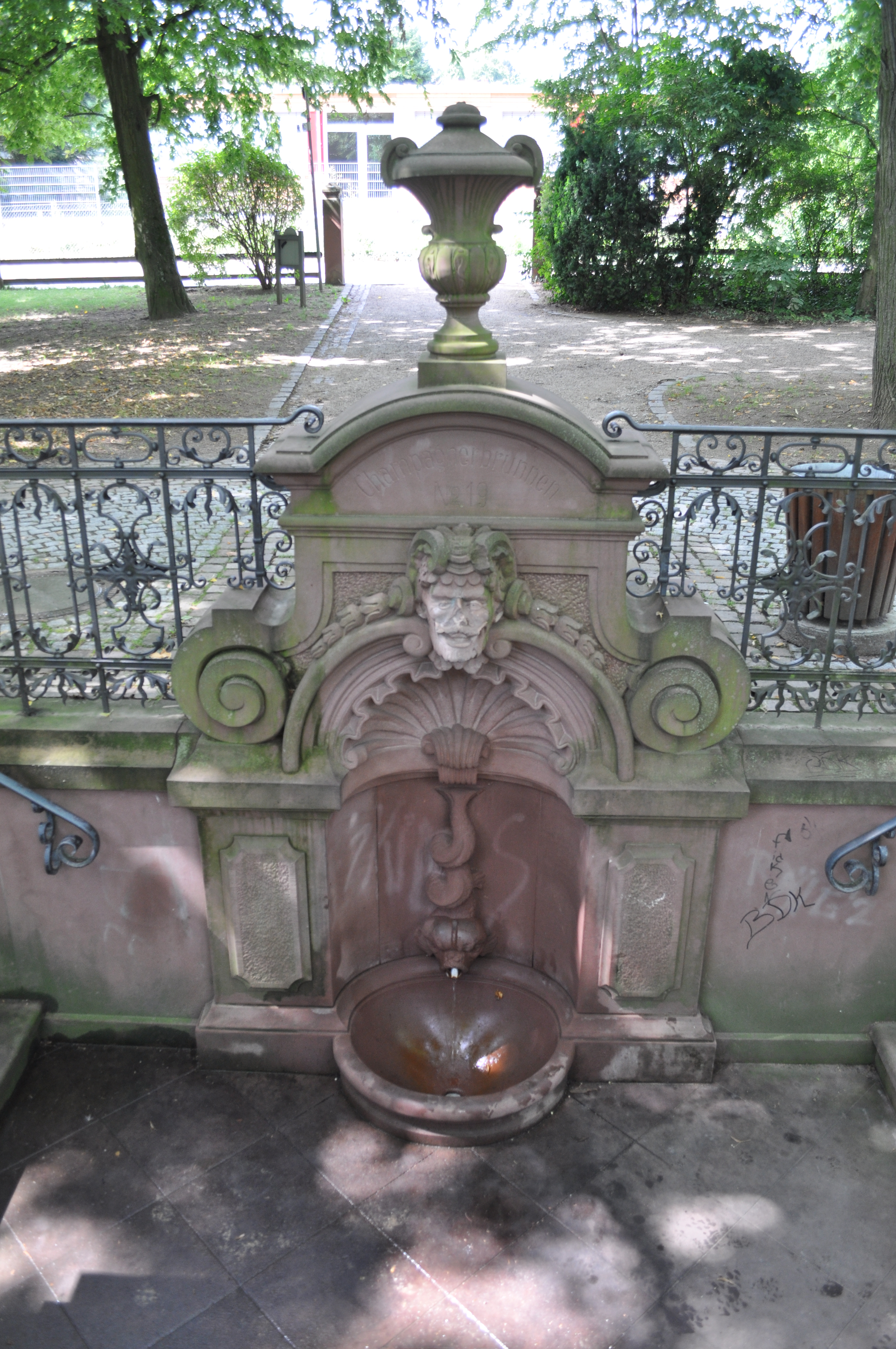
Champagnerbrunnen

Der Champagnerbrunnen (Quelle Nr. XIX a) ist eine staatliche anerkannte Heilquelle in der Stadt Bad Soden am Taunus in Hessen. Der Champagnerbrunnen befindet sich wie der Winkler- und Glockenbrunnen im Wilhelmspark.

## Geschichte

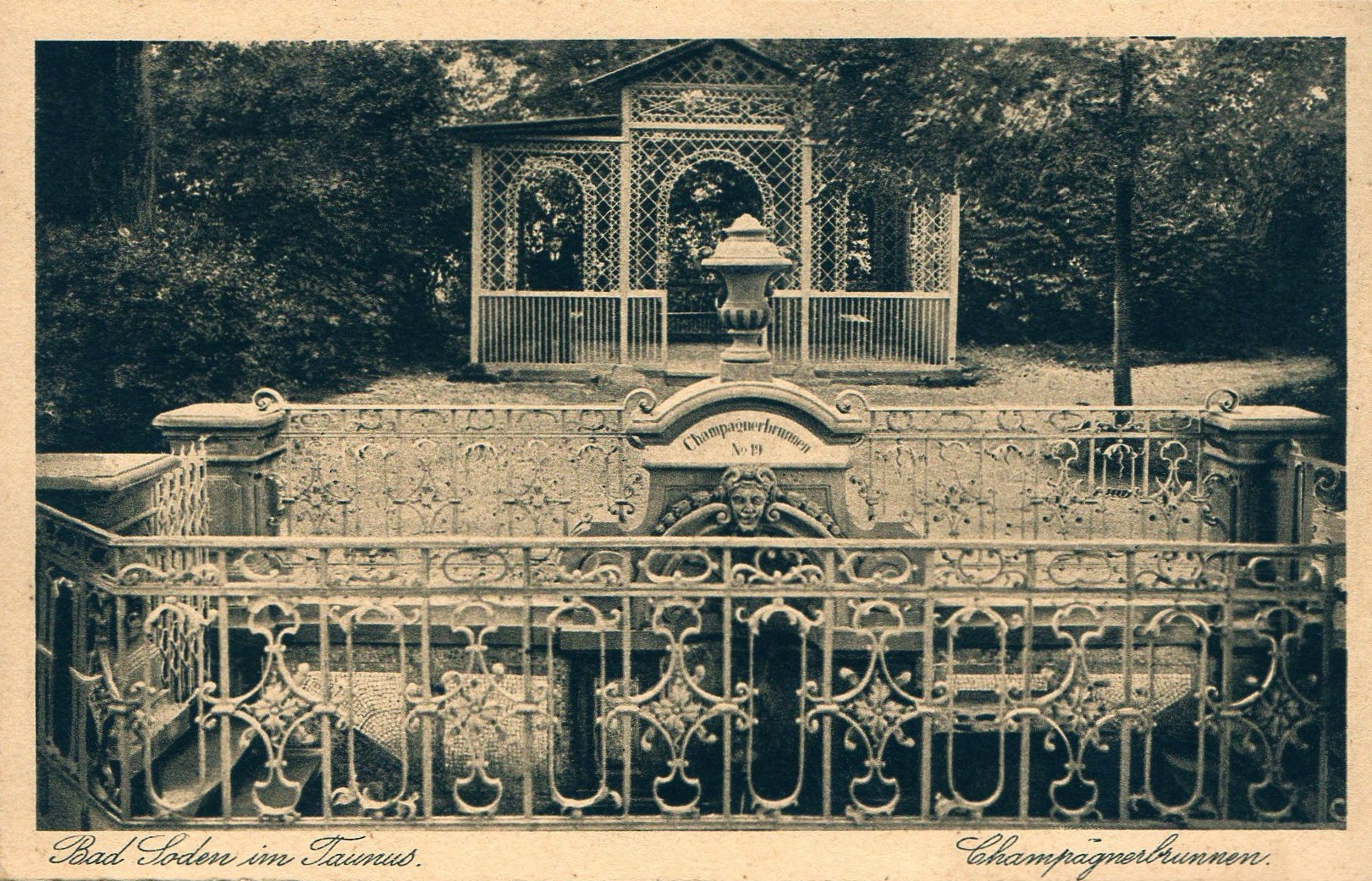
Ansicht von 1930

Die Mineralwasserquelle  wurde 1822/23 beim Graben nach Braunkohle entdeckt. Die erste Quellfassung stammt aus dem Jahr 1841. 1890 ließ Sanitätsrat Dr. Stöltzing die Quelle neu gestalten. 1969/70 wurde der damalige Sandsteinbrunnen abgerissen und durch eine Bruchsteinfassung ersetzt. 1986 wurde der heutige Sandsteinbrunnen nach historischem Vorbild neu errichtet. Das feine Perlen der Kohlensäure gab dem Brunnen seinen Namen.

## Anwendung
Das Wasser der Quelle wird für Trinkkuren und Inhalationen verwendet. Es handelt sich hierbei um ein Thermalen Natrium-Calcium-Chlorid-Hydrogencarbonat-Säuerling. Ein Liter der Quelle deckt 30 % des Magnesiums-, 30 % des Calciums-, 40 % des Jod- sowie 40 % des täglichen Eisenbedarfs eines Menschen. Der Brunnen liefert Wasser in einer Temperatur von 16,5 Grad.

### Anwendungsgebiete
- Erkrankungen des Magens und des Dünndarms
- Anregung der Verdauungsfunktion
- Harnwegsinfekte
- Atemwegs- und Mundschleimhauterkankungen
- Augen- und Bindehautentzündungen (Abtupfen)
- Zahnfleischverletzungen (Spülen)